# Documenta 14

Logo der documenta 14

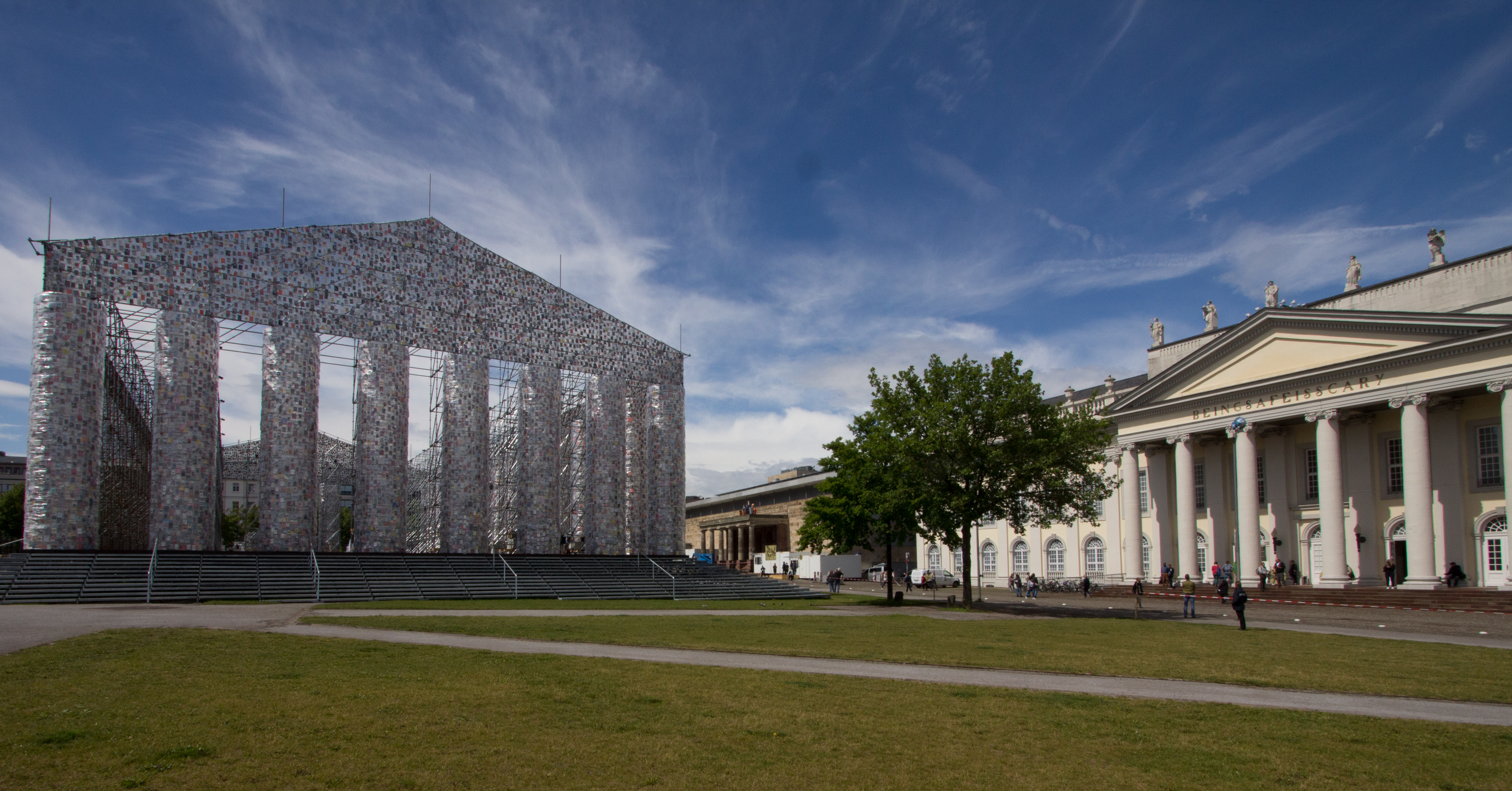
Der Parthenon der Bücher neben dem Fridericianum

Die documenta 14 war die 14. Ausgabe der documenta, einer der weltweit bedeutendsten Reihen von Ausstellungen für zeitgenössische Kunst. Die documenta 14 fand in Kassel vom 10. Juni bis zum 17. September 2017 sowie in Athen als zweitem, konzeptuell gleichberechtigten Standort vom 8. April bis zum 16. Juli 2017 statt. Dabei wurden Künstler eingeladen, an beiden Orten zu arbeiten.

## Vorplanungen

### Geschäftsführung
Der Aufsichtsrat der documenta hatte Annette Kulenkampff im April 2013 – als Nachfolgerin für den in Ruhestand gehenden Bernd Leifeld – zur Geschäftsführerin der documenta und Museum Fridericianum gGmbH bestellt. Sie trat ihre Position im Juli 2014 an und verantwortete seither die Durchführung sowie den Etat der Ausstellung.
Kulenkampff war seit 1997 als geschäftsführende Verlegerin im Hatje Cantz Verlag tätig und dort auch für die seit 1992 erscheinenden Kataloge zu den Ausstellungen documenta 9, documenta 10, documenta 11 und documenta 13 zuständig.
Im April 2013 wurde die Zusammensetzung der Findungskommission bekanntgegeben.
Kulenkampff beendete ihre Tätigkeit zum 1. Juni 2018.

### Findungskommission
Bis November 2013 hatte die achtköpfige Findungskommission den Auftrag, einen Vorschlag für die künstlerische Leitung der kommenden documenta zur Vorlage beim Aufsichtsrat zu erarbeiten. Die Findungskommission bestand aus:
- Chris Dercon – Direktor der Tate Gallery of Modern Art, London
- Suzanne Cotter – Direktorin des Museu de Arte Contemporânea de Serralves, Porto
- Joanna Mytkowska – Direktorin des Museum für Moderne Kunst, Warschau
- Kim Hong-hee – Direktorin des Seoul Museum of Art, Seoul
- Koyo Kouoh – Künstlerische Direktorin der Raw Material Company, Dakar
- Susanne Gaensheimer – Direktorin des Museums für Moderne Kunst, Frankfurt/Main
- Osvaldo Sánchez – Direktor von inSite05, Mexiko-Stadt
- Matthias Mühling – Kurator der Galerie im Lenbachhaus, München

In einer Pressekonferenz am 22. November 2013 in Kassel wurde der aus Polen stammende Adam Szymczyk, damals Direktor der Kunsthalle Basel, als künstlerischer Leiter der documenta 14 ab Anfang 2014 bekannt gegeben.

## Konzept

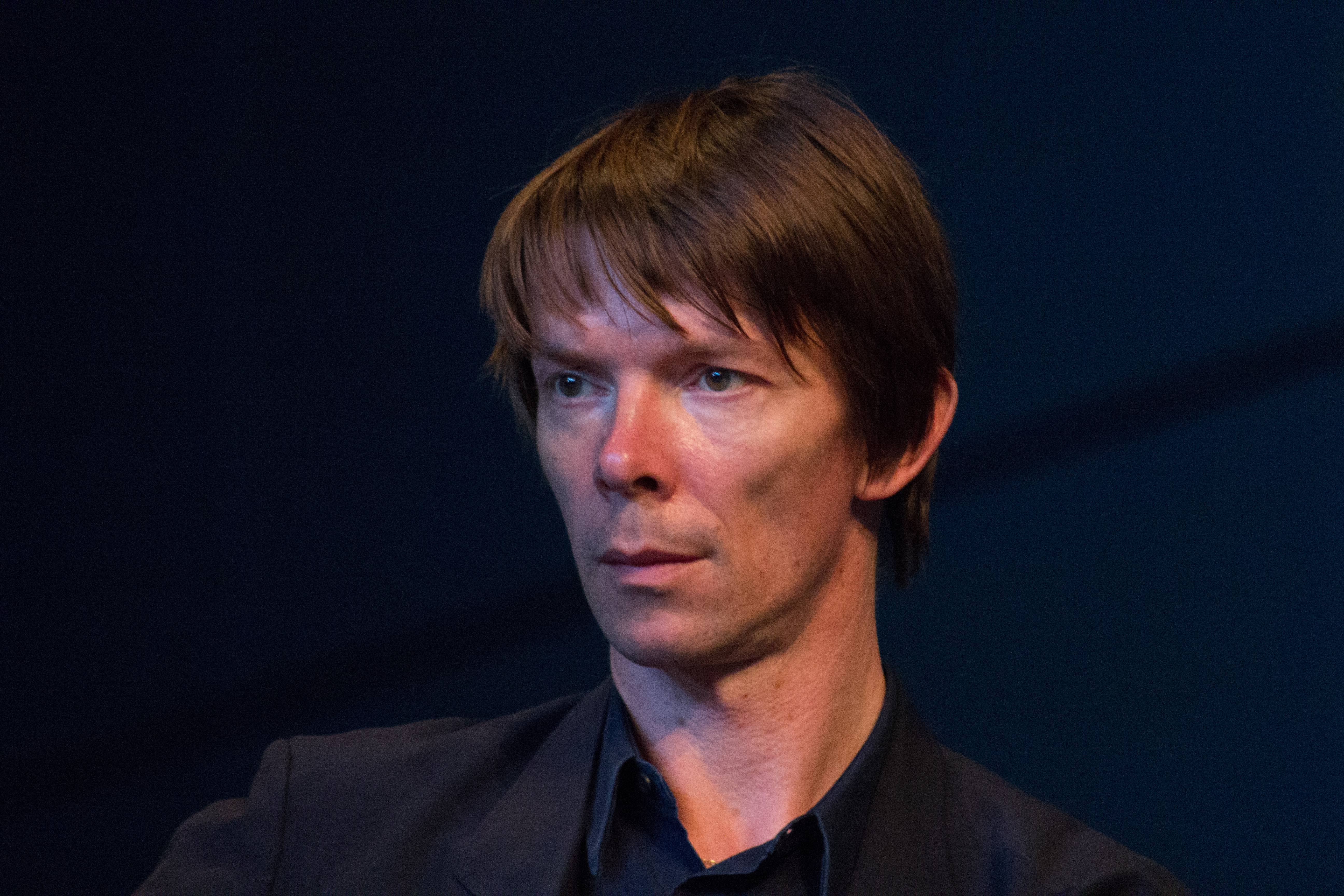
Adam Szymczyk, künstlerischer Leiter der Documenta 14

Am 6. Oktober 2014 stellte Adam Szymczyk offiziell das documenta-Konzept in der Kunsthochschule Kassel vor. Eine Besonderheit dieses Konzepts war, dass über Kassel hinaus Athen als zweiter gleichberechtigter Standort ausgewählt wurde. Szymczyk erklärte seine Entscheidung damit, dass es Zeit für einen Blickwechsel und eine völlige Transformation der documenta durch einen Ortswechsel sei. Die ausstellenden Künstler wurden eingeladen, sowohl in Kassel als auch in Athen tätig zu sein. Der Arbeitstitel für die documenta 14 lautete Von Athen lernen. Szymczyk sehe in Athen das vom „erniedrigenden Stigma der Krise“ gezeichnete Opfer einer „neokolonialen“ und „neoliberalen“ Haltung, kommentierte Philipp Meier in der Neuen Zürcher Zeitung.
Zudem stellte Szymczyk sein Team in der Kunsthochschule vor. Diese Kuratoren und Publizisten unterstützten Szymczyk: Pierre Bal-Blanc (Kurator und Direktor des Contemporary Art Center in Brétigny), Marina Fokidis (Initiatorin und künstlerische Leiterin der Kunsthalle Athena), Hendrik Folkerts (Ex-Kurator am Stedelijk Museum in Amsterdam), Henriette Gallus (Leiterin der Kommunikation d14, war Pressesprecherin der documenta 13, Mitglied des Aufsichtsrats Bergen Assembly, Norwegen), Annie-Claire Geisinger (zuständig für Öffentlichkeitsarbeit der George Economou Collection in Athen), Quinn Latimer (amerikanische Autorin und Kritikerin), Andrea Linnenkohl (Assistentin Szymczyks, war Kuratorin im Kasseler Fridericianum), Hila Peleg (Kuratorin und Filmemacherin), Christoph Platz (Leiter der Ausstellungsabteilung, Kunsthistoriker), Dieter Roelstraete (Senior Curator am Museum of Contemporary Art in Chicago), Fivos Sakalis (Journalist und Kommunikationsberater), Katrin Sauerländer (Kunsthistorikerin), Monika Szewcyzk (Kuratorin), Katerina Tselou (Kuratorin und Koordinatorin des kuratorischen Teams der 4. Athens Biennale 2013), Bonaventure Soh Bejeng Ndikung (Curator-at-Large für die documenta 14, Leiter von SAVVY Contemporary) und Natasha Ginwala (Kuratorische Beraterin der documenta 14).
Das Konzept, die documenta neben Kassel auch in Athen stattfinden zu lassen, führte zu Ängsten in der Region Kassel, da man fürchtete, Bedeutung einzubüßen. So lehnten die Kasseler Tageszeitung HNA, die lokale CDU und der Vorsitzende des Verbands der City-Kaufleute in Kassel das Konzept des polnischen Kurators entschieden ab.

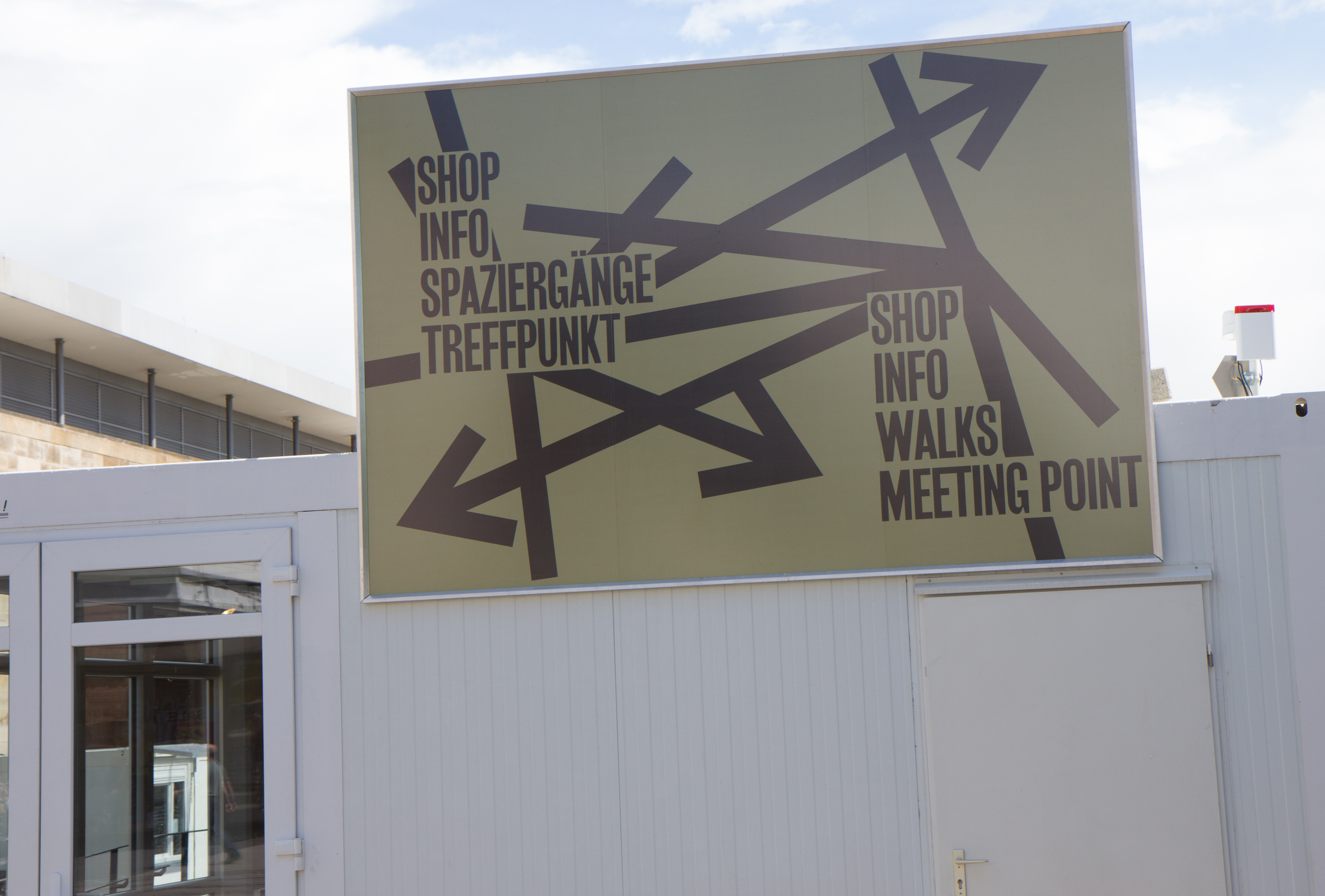
Info-Container der Documenta auf dem Friedrichsplatz

Erstmals wurde auf ein striktes Corporate Design verzichtet, stattdessen entwarfen vier Teams das visuelle Erscheinungsbild aus vollkommen heterogenen Elementen.
- Website und Katalog der documenta 14: Die Schweizer Laurenz Brunner und Julia Born aus Berlin
- documenta 14 Reader und das Public Paper: Ludovic Balland Typography Cabinet aus Basel
- Erscheinungsbild mit Leitsystem in Kassel und das Magazin »South as a State of Mind«: Mevis & Van Deursen aus Amsterdam
- Erscheinungsbild mit Leitsystem in Athen und zusätzliche grafische Elemente: VIER5 aus Paris

In Athen wurde im April eröffnet, in Kassel erfolgte die Eröffnung am 10. Juni 2017, an beiden Standorten dauerte die Ausstellung traditionell je 100 Tage. Zu beiden Eröffnungen waren der Bundespräsident Frank-Walter Steinmeier und der griechische Präsident Prokopis Pavlopoulos anwesend. Für die Dauer der Überschneidung der Ausstellungsorte bot Aegean Airlines als Sponsor eine Verbindung zwischen dem Flughafen Kassel-Calden und dem Athener Flughafen an.

## Kritik an Konzept und Umsetzung
In der Zeit der documenta fand in Athen die Athen Biennale parallel statt. Das Programm der seit 2007 stattfindenden Biennale war als Gegenentwurf zur deutschen Kunstschau angelegt. Viele griechische Künstler stellten infrage, dass Deutsche ihnen erklären könnten, wer sie seien. Die documenta wende sich vor allem an ausländische Touristen und nicht an die Bewohner Athens. Der Athener Künstler Poka-Yio sagte, „diese Ausstellung hätte genauso gut in Zürich, in Basel oder sonst wo stattfinden können“.
Der Regisseur Alexis Alatsis wies darauf hin, dass zu spät in Athen für die documenta geworben wurde und der Unterschied zu anderen kulturellen Events nicht genügend herausgestellt worden sei. Auch sei die Strategie, die Ausstellung an vielen dezentralen Orten auszurichten, gescheitert. Athen sei nicht mit Kassel vergleichbar.

## Vermittlungsprogramm / Education program – Spaziergänge

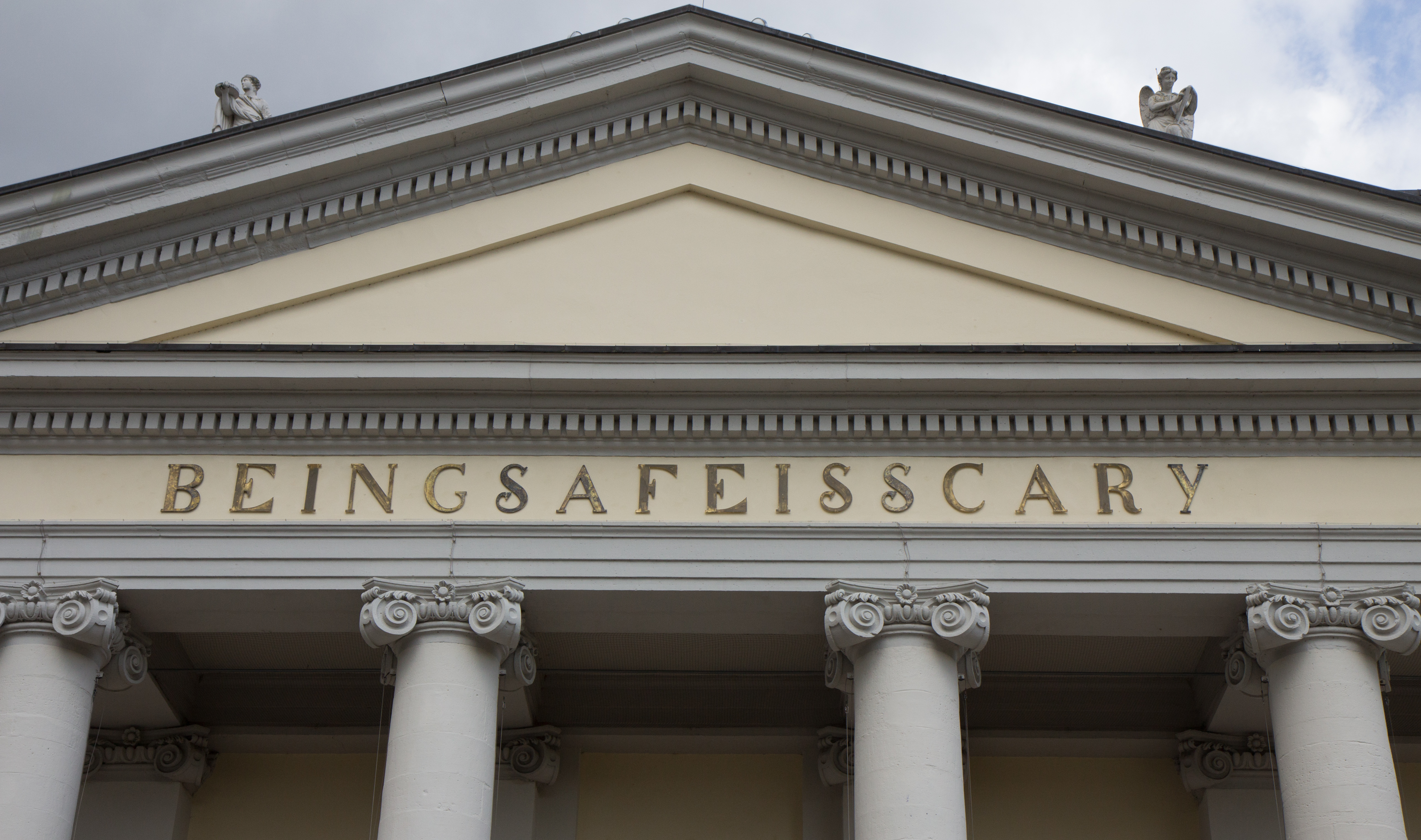
Das Fridericianum. Der Spruch „Museum Fridericianum“ wurde neu gestaltet von Banu Cennetoğlu

Im Bereich der Kunstvermittlung, dem Education program, wurden erstmals sogenannte Spaziergänge angeboten. Spaziergänge sind Führungen in den Ausstellungsorten und zur documenta-Kunst. Ein Ansatz im Konzept der Spaziergänge der documenta 14 ging auf die Promenadologie (Spaziergangswissenschaft) von Lucius Burckhardt zurück. So wurden die Spaziergänge von der Abteilung education program wie folgt beschrieben: „Die Wege, Routen und Parcours der Besucher_innen kreuzen und verflechten sich, wenn sie sich auf die Spuren von Annemarie und Lucius Burckhardt und ihrer Methode der Spaziergangswissenschaften begeben. Ihre unkonventionelle Praxis und Gedanken zur Stadt- und Landschaftsplanung in Kassel waren ein Ausgangspunkt, um über das Gehen nachzudenken. Bei einem Spaziergang mit einem Mitglied des documenta 14 Chors können die Besucher ihre eigenen Perspektiven einbringen, hinterfragen und miteinander ins Gespräch kommen während sie die Ausstellung entdecken und enträtseln.“ Die Spaziergänge wurden von 160 eigens dafür ausgebildeten Menschen zwischen 18 und 80 Jahren, die als Mitglied des Chors oder auch Choristen bezeichnet wurden, durchgeführt. Die Aufgabe des Chors war es, während des Ausstellungs-Spazierganges durch das gemeinsame Anschauen und Erfahren der Arbeiten der documenta 14 – Dialoge, Diskussionen und Debatten anzustoßen. Historisch bot der Chor in der griechischen Tragödie eine Vielfalt von Hintergrundinformationen an, um dem Publikum dabei zu helfen, der Aufführung zu folgen. Im Gegensatz zum historischen griechischen Chor sollten die Choristen der documenta 14 die Teilnehmer der Spaziergänge dazu anregen, eine aktive Rolle im gemeinsamen kritischen Denken über die Kunst der documenta einzunehmen, Fragen anzusprechen und dabei den jeweiligen Kontext der documenta 14 einzubeziehen.
Es gab vier Schwerpunkte, die bei den Spaziergängen angeboten wurden, welche in unmittelbarem Zusammenhang mit den jeweiligen Ausstellungsorten standen: „Fridericianum“, „documenta Halle und Friedrichsplatz“, „Alte Hauptpost und Gottschalk-Halle“ und „Neue Galerie zum Palais Bellevue“.

## Finanzierung
Der Gesamtetat war anfangs auf 37 Millionen Euro ausgelegt, wobei auf die Stadt Kassel und das Land Hessen jeweils 7 Millionen Euro und die Kulturstiftung des Bundes 4,5 Millionen Euro entfielen. Die verbleibenden 18,5 Millionen sollte die Ausstellung selbst durch Eintrittsgelder und Sponsorenzahlungen erwirtschaften. Im August 2017 meldete die Geschäftsführung dem Aufsichtsrat der gGmbH drohende „finanzielle Engpässe“, gleichzeitig wurde ein sich abzeichnender Fehlbetrag von 7 Millionen Euro prognostiziert, daher übernahmen die Stadt Kassel und das Land Hessen als Gesellschafter der documenta gGmbH Bürgschaften für Darlehen in gleicher Höhe. Wirtschaftsprüfer wurden mit einer Sonderprüfung beauftragt. Medienberichten zufolge soll insbesondere das Konzept mit zwei Standorten wegen hoher Kosten für Reisen, Transporte und Kühlung der Ausstellungsorte zum Fehlbetrag geführt haben.
Die drohende Insolvenz des Unternehmens wurde abgewendet, der Verbleib von 5,4 Millionen Euro blieb jedoch ungeklärt. Die Staatsanwaltschaft Kassel nahm Anfang 2018 Ermittlungen gegen vier Verantwortliche in Aufsichtsrat und Geschäftsführung der Kunstausstellung wegen Veruntreuung auf. Anfang August 2018 verkündete die Staatsanwaltschaft die Einstellung des Verfahrens. Eine Klärung zum Verbleib des Millionenbetrags ist weiter offen.
Die Ausstellung in Kassel wurde von 891.500 Personen besucht und die Ausstellung in Athen zählte 339.000 Besuche. In Athen wurden Besucher, die mehrere Ausstellungsorte ansahen, mehrfach gezählt. Die documenta 13 hatte 905.000 Besucher, davon 860.000 in Kassel. Laut dem Veranstalter war die documenta 14 die meistbesuchte Ausstellung zeitgenössischer Kunst aller Zeiten und die Ausstellung in Athen die meistbesuchte in der Geschichte Griechenlands. In Athen wurden keine eigenen Eintrittsgelder erhoben. Der Zugang war entweder frei oder die Einnahmen gingen an die jeweiligen örtlichen Institutionen.

## Teilnehmende Künstler

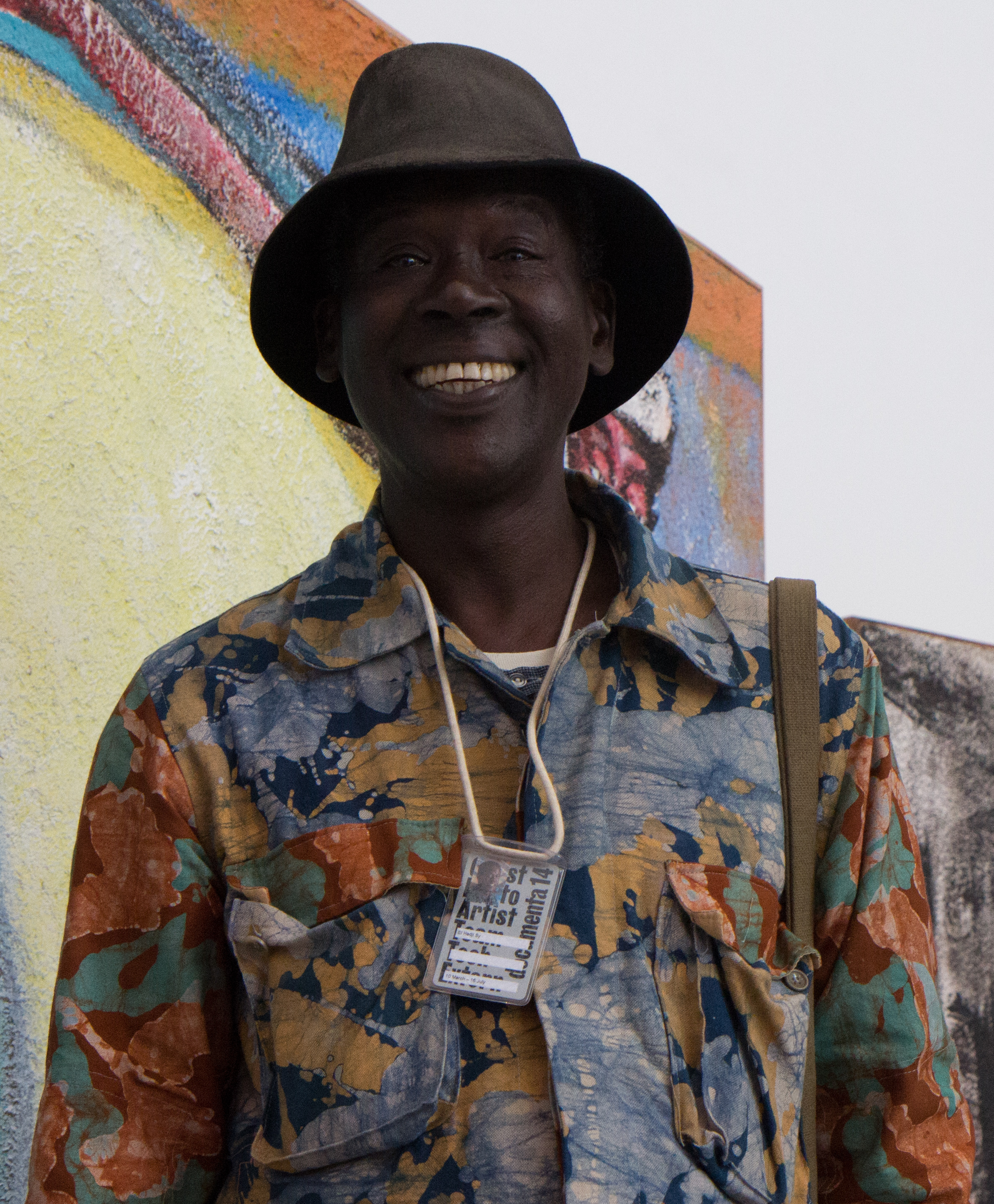
El Hadji Sy

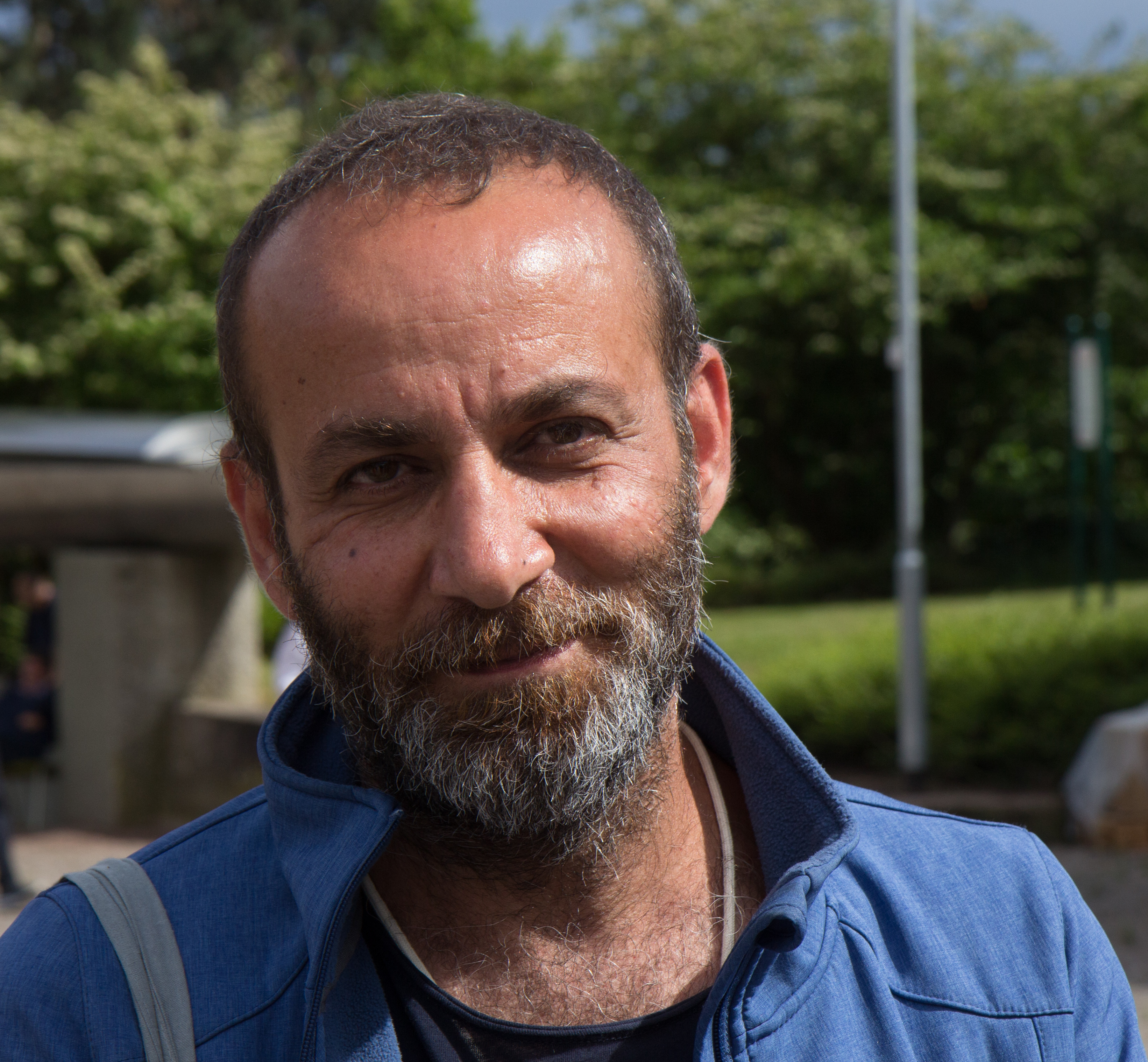
Hiwa K

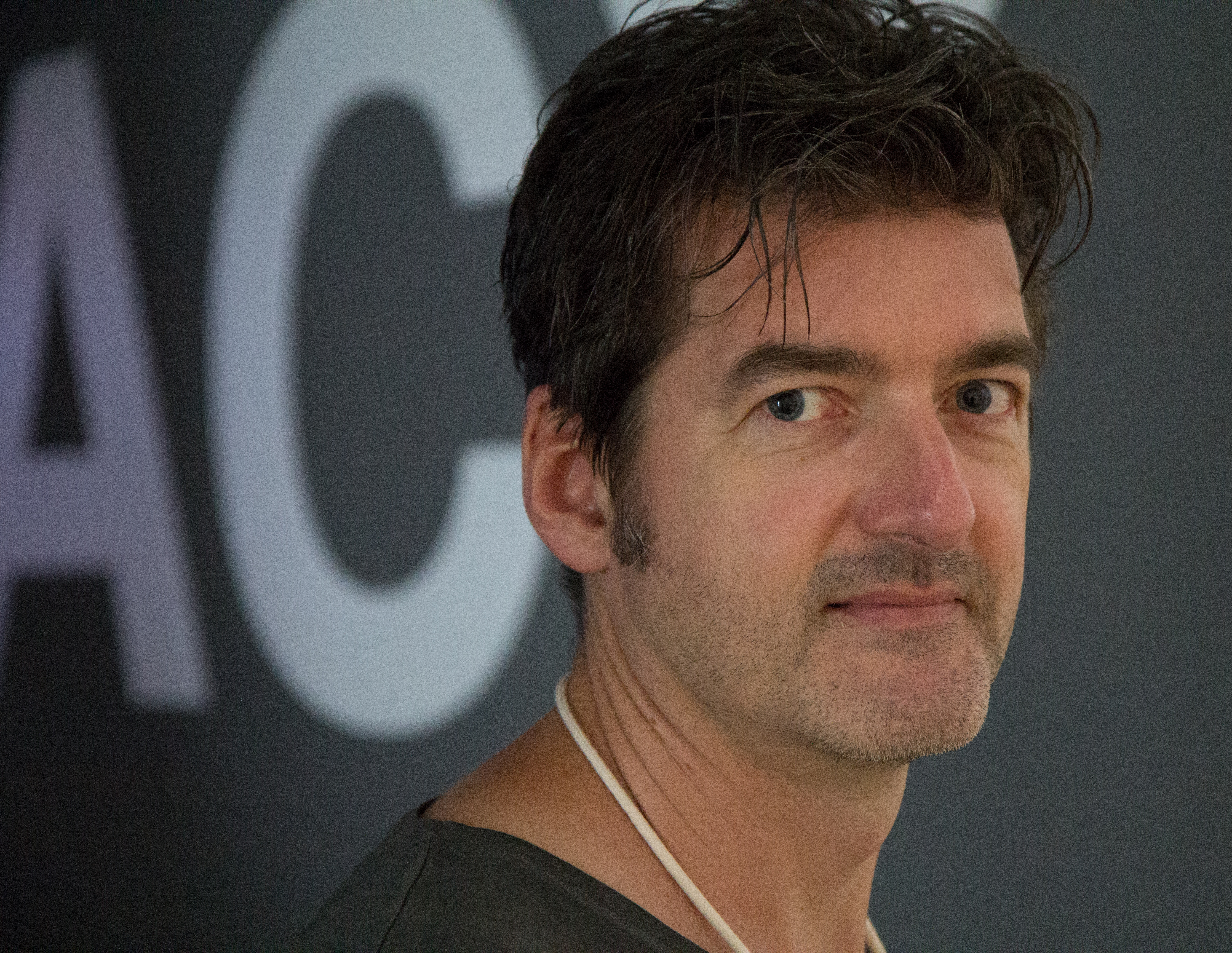
Oliver Ressler

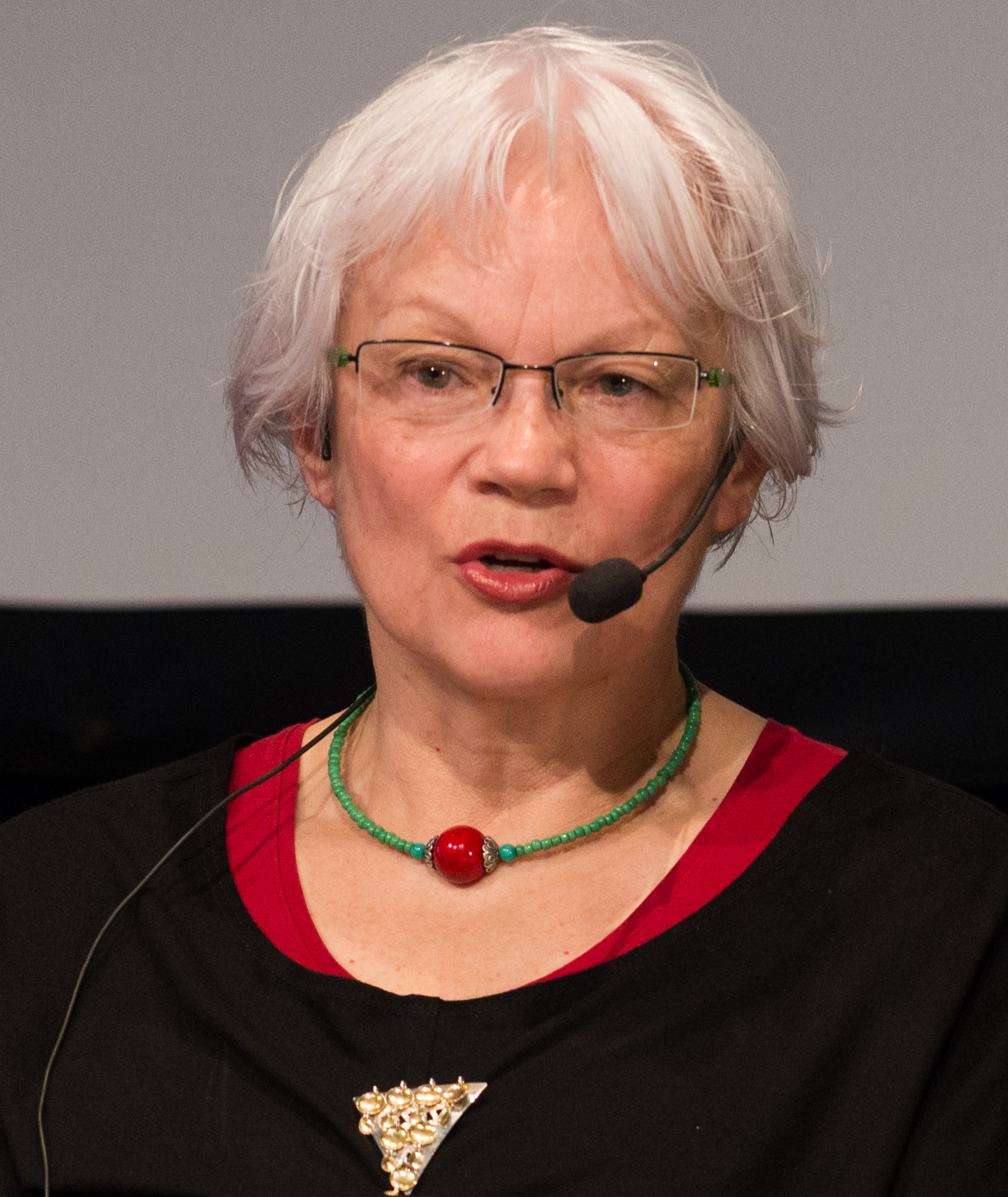
Britta Marakatt-Labba (2015)

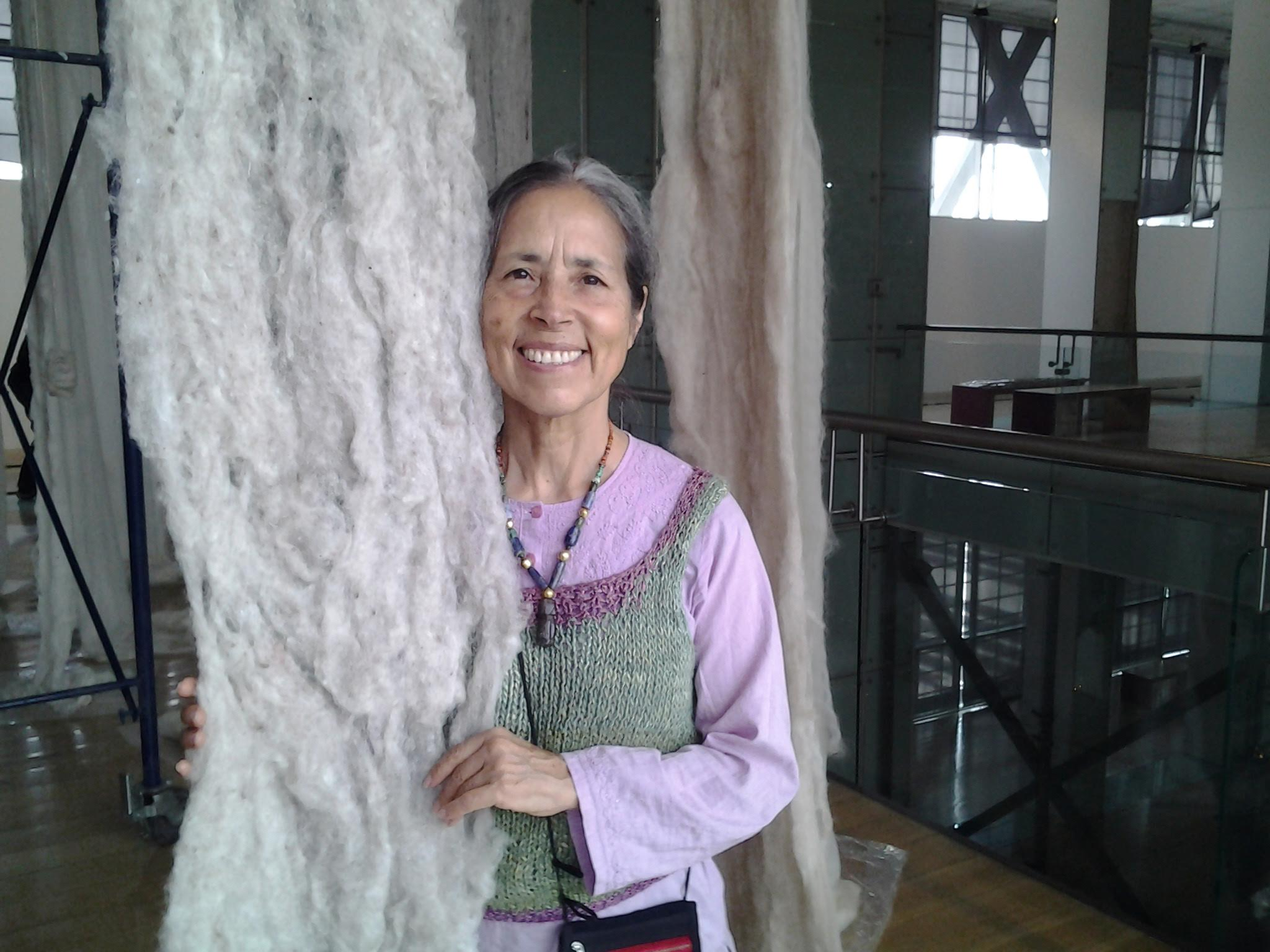
Cecilia Vicuña

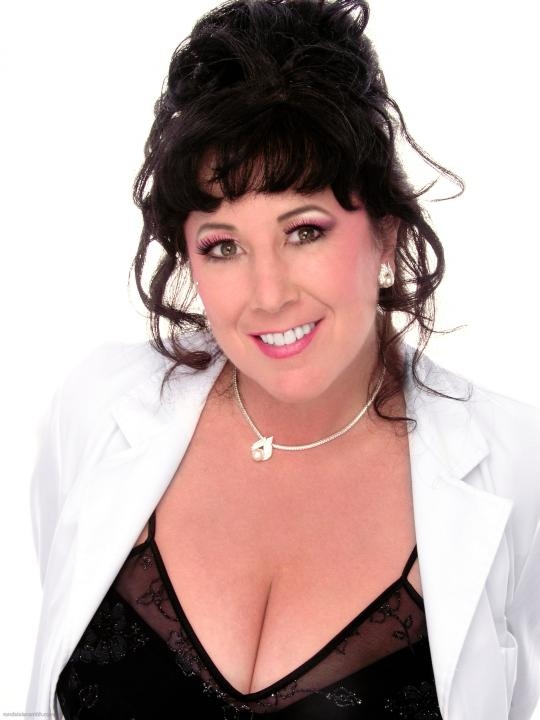
Annie Sprinkle

- A Abounaddara, Akinbode Akinbiyi, Nevin Aladağ, Daniel García Andújar, Danai Anesiadou, Andreas Angelidakis, Aristide Antonas, Rasheed Araeen, Michel Auder
- B Alexandra Bachzetsis, Nairy Baghramian, Sammy Baloji, Arben Basha, Rebecca Belmore, Sokol Beqiri, Roger Bernat, Bili Bidjocka, Llambi Blido, Ross Birrell, Nomin Bold, Pavel Brăila, Geta Brătescu
- C Miriam Cahn, María Magdalena Campos-Pons und Neil Leonard, Vija Celmins, Banu Cennetoğlu, Panos Charalambous, Nikhil Chopra, Ciudad Abierta, Marie Cool Fabio Balducci
- D Anna Daučíková, Moyra Davey, Agnes Denes, Yael Davids, Manthia Diawara
- E Maria Eichhorn, Hans Eijkelboom, Niño de Elche, Bonita Ely, Theo Eshetu
- F Aboubakar Fofana, Peter Friedl
- G Guillermo Galindo, Regina José Galindo, Israel Galván, Pélagie Gbaguidi, Kendell Geers, Apostolos Georgiou, Yervant Gianikian und Angela Ricci Lucchi, Gauri Gill, Marina Gioti, Beatriz González, Douglas Gordon
- H Hans Haacke, Hiwa K, Constantinos Hadzinikolaou, Irena Haiduk, Ganesh Haloi, Anna Halprin, Dale Harding, David Harding, Maria Hassabi, Edi Hila, Susan Hiller, Olaf Holzapfel, Gordon Hookey
- I iQhiya, Sanja Iveković
- K Amar Kanwar, Romuald Karmakar, Andreas Ragnar Kassapis, Anton Kats, Bouchra Khalili, Daniel Knorr
- L Katalin Ladik, David Lamelas, Rick Lowe, Alvin Lucier
- M Ibrahim Mahama, Narimane Mari, Mata Aho Collective, Mattin mit Dafni Krazoudi, Danai Liodaki, Ioannis Sarris und Eleni Zervou, Jonas Mekas, Angela Melitopoulos, Phia Ménard, Lala Meredith-Vula, Gernot Minke, Marta Minujín, Naeem Mohaiemen
- N Joar Nango, Otobong Nkanga, Kettly Noël, Hasan Nallbani, Rosalind Nashashibi und Nashashibi/Skaer, Negros Tou Moria (Kevin Zans Ansong)
- O Emeka Ogboh, Olu Oguibe, Rainer Oldendorf, Pauline Oliveros, Joaquín Orellana Mejía
- P Christos Papoulias, Véréna Paravel und Lucien Castaing-Taylor, Dan Peterman, Angelo Plessas, Nathan Pohio, Pope.L, Postcommodity, Prinz Gholam
- Q R. H. Quaytman
- R Oliver Ressler, Gerhard Richter, Pedro G. Romero, Ben Russell, Abel Rodríguez, Tracey Rose, Roee Rosen, Lala Rukh, Arin Rungjang
- S Georgia Sagri, Khvay Samnang, Máret Ánne Sara, Mounira Al Solh, Vivian Suter, Ashley Hans Scheirl, David Schutter, Algirdas Šeškus, Argyris Sfountouris, Nilima Sheikh, Ahlam Shibli, Zef Shoshi, Annie Sprinkle und Beth Stephens, Eva Stefani, K. G. Subramanyan, El Hadji Sy, Sámi Artist Group (Britta Marakatt-Labba, Keviselie/Hans Ragnar Mathisen, Synnøve Persen)
- T Ariuntugs Tserenpil, Terre Thaemlitz
- U Piotr Uklański
- V Costas Varotsos, Antonio Vega Macotela, Cecilia Vicuña, Annie Vigier & Franck Apertet (les gens d’Uterpan)
- W Wang Bing, Lois Weinberger, Elisabeth Wild, Stanley Whitney, Ruth Wolf-Rehfeldt, Ulrich Wüst
- X Zafos Xagoraris
- Z Sergio Zevallos, Mary Zygouri, Artur Żmijewski[21]

## Verstorbene Künstler, deren Werke ausgestellt wurden
- A Stephen Antonakos (1926–2013), Arseni Michailowitsch Awraamow (1886–1944)
- B Ernst Barlach (1870–1938), Étienne Baudet (ca. 1638–1711), Samuel Beckett (1906–1989), Franz Boas (1858–1942), Arnold Bode (1900–1977), Lorenza Böttner (1959–1994), Marcel Broodthaers (1924–1976), Lucius Burckhardt (1925–2003) & Annemarie Burckhardt (1930–2012), Abdurrahim Buza (1905–1986)
- C Vlassis Caniaris (1928–2011), Sotir Capo (1934–2012), Cornelius Cardew (1936–1981), Ulises Carrión (1941–1989), Agim Çavdarbasha (1944–1999), Jani Christou (1926–1970), Chryssa (1933–2013), André du Colombier (1952–2003)
- D Bia Davou (1932–1996), Ioannis Despotopoulos (1903–1992), Beau Dick (1955–2017), Thomas Dick (1877–1927)
- E Carl Friedrich Echtermeier (1845–1910), Marija Wladimirowna Ender (1897–1942)
- F Forugh Farrochzad (1934–1967), Conrad Felixmüller (1897–1977), Pawel Nikolajewitsch Filonow (1883–1941)
- G Hermann Glöckner (1889–1987), Tomislav Gotovac (1937–2010), Brüder Grimm, Ludwig Emil Grimm (1790–1863), Cornelia Gurlitt (1890–1919), Louis Gurlitt (1812–1897)
- H Nikos Hadjikyriakos-Ghika (1906–1994), Oskar Hansen (1922–2005), Sedje Hémon (1923–2011), Theodor Heuss (1884–1963), Karl Hofer (1878–1955)
- K Tshibumba Kanda Matulu (1947–1981 verschollen), Leo von Klenze (1784–1864), Kel Kodheli (1918–2006), Louis Kolitz (1845–1914), Spiro Kristo (1936–2011), KSYME-CMRC (gegründet 1979)
- L Maria Lai (1919–2013), George Lappas (1950–2016), Karl Leyhausen (1899–1931), Max Liebermann (1847–1935)
- M Ernest Mancoba (1904–2002), Oscar Masotta (1930–1979), Pandi Mele (1939–2015), Benode Behari Mukherjee (1904–1980)
- N Johann August Nahl der Ältere (1710–1781), Krzysztof Niemczyk (1938–1994)
- O Frei Otto (1925–2015)
- P Benjamin Patterson (1934–2016), Ivan Peries (1921–1988), David Perlov (1930–2003), André Pierre (1914–2005), Dimitris Pikionis (1887–1968),
- R Anne Charlotte Robertson (1949–2012), Erna Rosenstein (1913–2004), Georges Rouault (1871–1958)
- S Scratch Orchestra (1969–1974), Allan Sekula (1951–2013), Wadim Abramowitsch Sidur (1924–1986), August Spies (1855–1887) Foto Stamo (1916–1989), Gani Strazimiri (1915–1993), Władysław Strzemiński (1893–1952), Alina Szapocznikow (1926–1973)
- T Yannis Tsarouchis (1910–1989)
- W Lionel Wendt (1900–1944), Fritz Winter (1905–1976), Basil Wright (1907–1987), Andrzej Wróblewski (1927–1957)
- X Iannis Xenakis (1922–2001)
- Z Androniqi Zengo Antoniu (1913–2000), Pierre Zucca (1943–1995)[22]

## Teilnehmende Künstler des Radioprogramms der documenta 14
- A AGF (Antye Greie-Ripatti), Leo Asemota, Gilles Aubry
- B Younes Baba-Ali, Serge Baghdassarians, Boris Baltschun, Rashad Becker, Gívan Belá, Ylva Bentancor, Caroline Bergvall, Nicholas Bussmann, Black Spirituals, Anna Bromley, Alessandro Bosetti, Halida Boughriet
- C Aslı Çavuşoğlu, Maria Chavez, Michele Ciacciofera, Jace Clayton, Alvin Curran, Charles Curtis, Alberto De Campo
- D Anshuman Dasgupta, drog A tek (Paranormale, S.T.M.C, Elektroware, Voltnoi Brege & Quetempo)
- E Theo Eshetu, Tim Etchells
- F Keir Fraser
- G Dani Gal, Christian Galarreta, Sanchayan Ghosh
- H Satch Hoyt, Mwangi Hutter
- I Islands Songs (Nicolas Perret & Silvia Ploner)
- K Felix Kubin
- L Brandon LaBelle, Achim Lengerer
- M Robert Millis, Mobile Radio (Knut Aufermann and Sarah Washington), Marco Montiel-Soto, Nástio Mosquito
- N Olaf Nicolai
- O Emeka Ogboh, Ahmet Öğüt, Aki Onda
- P Postcommodity
- R Anna Raimondo, Marina Rosenfeld
- S Jan-Peter E. R. Sonntag, Soundwalk Collective (Stephan Crasneanscki, Simone Merli & Kamran Sadeghi), Natascha Sadr Haghighian
- T Nasan Tur
- W Hong-Kai Wang, James Webb, Jan St. Werner
- Y Yan Jun, Samson Young[23]

## Themen, Werke und Aktionen (Auswahl)
- Raubkunst
- Parthenon der Bücher von Marta Minujín
- Obelisk von Olu Oguibe
- „Auschwitz on the Beach“ (erst abgesagt, dann umbenannt)

Sonstige Ausstellungsobjekte
- Code Noir
- Plakat Marshallplan
- Gandhara-Skulptur 2. bis 3. Jahrhundert
- Sorbische Stickereien
- Sorbisch verzierte Eier
- Masken aus dem Benin

## Ausstellungsorte

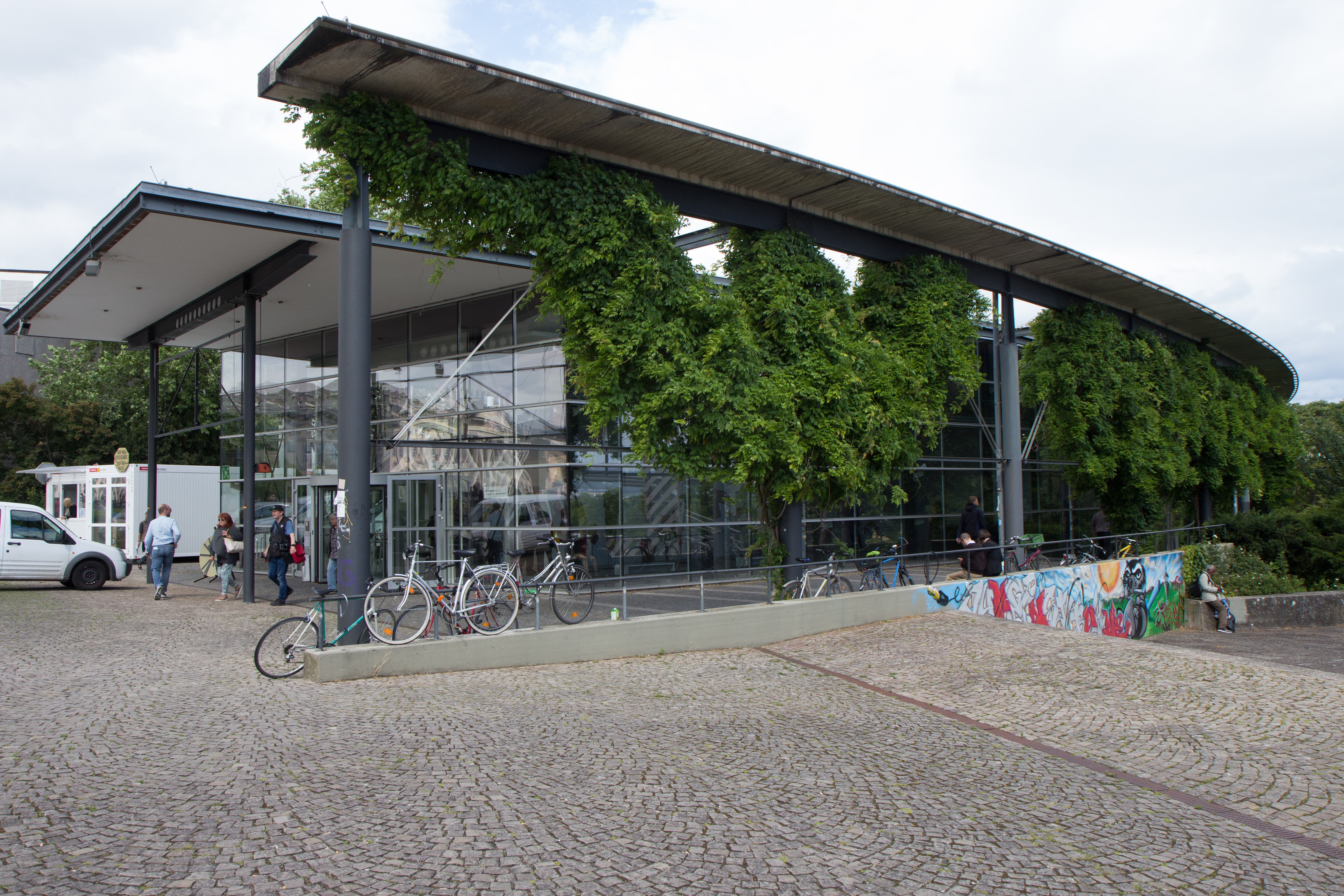
documenta-Halle

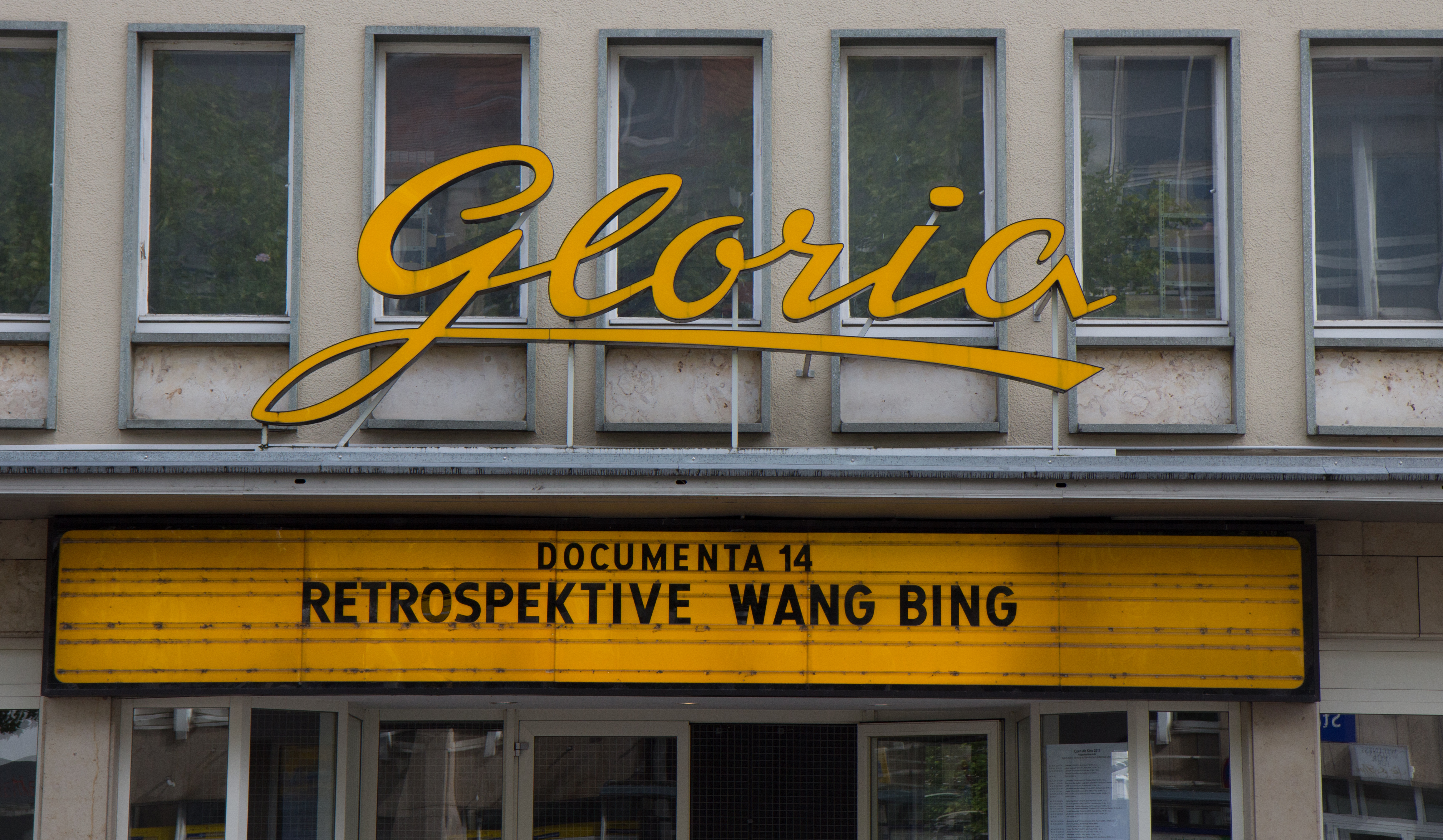
Gloria-Kino

Insgesamt fand die Documenta an 35 Veranstaltungsstätten in Kassel und 47 Veranstaltungsstätten in Athen statt, wovon sich jedoch der Großteil der Exponate auf vier Institutionen verteilte.
| 1. Ehemaliger U-Bahnhof am Hauptbahnhof 2. Neue Neue Galerie (Neue Hauptpost) 3. Tofufabrik 4. Gießhaus (Universität Kassel) 5. Gottschalk-Halle (Universität Kassel) 6. Kulturzentrum Schlachthof 7. Narrowcast House 8. Nordstadtpark 9. Henschel-Hallen 10. Glas-Pavillons an der Kurt-Schumacher-Straße 11. Königsplatz 12. Peppermint 13. Friedrichsplatz 14. Zwehrenturm 15. Fridericianum 16. Naturkundemuseum im Ottoneum 17. Presse- und Informationszentrum (ehemaliges Leder Meid-Geschäft) 18. Leder Meid-Apartment 19. documenta Halle 20. Westpavillon (Orangerie) 21. Karlsaue 22. Kunsthochschule Kassel 23. CineStar 24. Neue Galerie 25. Palais Bellevue 26. Grimmwelt Kassel und Weinberg-Terrassen 27. Museum für Sepulkralkultur 28. Hessisches Landesmuseum 29. Torwache 30. Gloria-Kino 31. Stadtmuseum Kassel 32. BALi-Kinos 33. Ballhaus 34. Bahnhof Kassel-Wilhelmshöhe 35. Filmladen Kassel e. V. | 1. Nationales Museum für Zeitgenössische Kunst EMST, (einer der vier Haupt-Ausstellungsorte) 2. Hochschule der Bildenden Künste (ASFA) Campus an der Pireos-Straße, (einer der vier Haupt-Ausstellungsorte) 3. Athener Konservatorium, (einer der vier Haupt-Ausstellungsorte) 4. Benaki-Museum, (einer der vier Haupt-Ausstellungsorte) 5. Archäologisches Nationalmuseum (Athen) 6. Erster Athener Friedhof 7. Landwirtschaftliche Universität Athen 8. Agora von Athen – Odeion des Agrippa 9. Archäologisches Museum Piräus 10. Kotzia-Platz 11. Megaro Mousikis-Musikhalle 12. Numismatisches Museum Athen 13. Panathinaiko-Stadion 14. Parko Eleftherias 15. Polytechniou 8 16. Stavropoulou 15, Amerikis-Platz 17. Stadttheater Piräus 18. Syntagma-Platz 19. Trianon 20. Stella Städtisches Kino 21. Yannis-Tsarouchis-Stiftung |

## Filme
- documenta 14, Kassel (= Museums-Check. Folge 46). Reportage, 30 Min., Moderation: Markus Brock, Produktion: 3sat. Erstausstrahlung: 20. August 2017.[25]
- exergue - on documenta 14, griechischer Dokumentarfilm von Dimitris Athiridis, 840 Min. Weltpremiere: Februar 2024 bei der 74. Berlinale.[26]